# Filoxeno (homem devotíssimo)
Filoxeno (em latim: Philoxenus) foi um oficial bizantino ativo durante o século V. Segundo um dos papiros de Oxirrinco era agente nos assuntos da classe homem devotíssimo (vir devotissimus) e teria em certa ocasião induzido um peticionário a tomar seu lugar como ripário com promessas de ajuda e apoio, mas em seguida teria quebrado sua palavra.